# Courtenay Warner
Thomas Courtenay Theydon Warner, 1er baronnet (19 juillet 1857 - 15 décembre 1934) est un homme politique britannique, qui est député de North Somerset de 1892 à 1895 et de Lichfield de 1896 à 1923.

## Biographie
Warner est officier dans le 3e bataillon de milice, Oxfordshire and Buckinghamshire Light Infantry, où il devient major le 13 janvier 1902. Il reçoit le grade honorifique de lieutenant-colonel le 2 août 1902 et sert plus tard comme lieutenant-colonel commandant et colonel honoraire du bataillon. Il reçoit l'Ordre du Bain le 25 juin 1909 et est créé baronnet le 9 juillet 1910, de Brettenham Park, Suffolk.
Initialement membre du Parti libéral, il se présente aux élections générales de 1918 comme libéral de la coalition et aux élections générales de 1922 comme libéral national. Il est également le premier maire de l'arrondissement municipal de Walthamstow après son incorporation en 1929.
Courtenay Warner vit dans l'ancien manoir de Highams, qui est vendu au conseil du comté d'Essex en 1922 pour 7 000 £. C'est maintenant le lycée pour filles du comté de Woodford. Des plans sont élaborés pour construire des logements pour les classes moyennes sur 90 acres du domaine ce développement est connu sous le nom de Highams Estate et est achevé en 1934.
Il donne son nom aux Warner Flats sur le Warner Estate, le type de logement populaire à Walthamstow qu'il est chargé de développer. Ses ancêtres ont construit la villa Clock House classée Grade II à Walthamstow (maintenant des appartements) .
Sa tombe se trouve dans le cimetière de St Mary's, Thorpe Morieux, Suffolk.